# نورمحمد کندی سفلی
نورمحمد کندی سفلی، روستایی در دهستان اصلاندوز شرقی بخش مرکزی شهرستان اصلاندوز در استان اردبیل ایران است.

## جمعیت
بر پایه سرشماری عمومی نفوس و مسکن در سال ۱۳۹۵، جمعیت این روستا برابر با ۵۶۲ نفر (۱۷۲ خانوار) بوده‌است.